# Dublje (Svilajnac)
Dublje (Servisch cyrillisch Дубље) is een plaats in de Servische gemeente Svilajnac. De plaats telt 1050 inwoners (2002).